# Väggmossa
Väggmossa (Pleurozium schreberi) är en mossa som hör till gruppen egentliga bladmossor. Sitt vetenskapliga namn har den fått efter Johann Christian Daniel von Schreber, en tysk naturforskare som var elev till Carl von Linné. 

## Beskrivning
Mossan har ett mattbildade växtsätt. Skotten är upprätta till något liggande och ganska grova i sin byggnad. Längden på skotten är 5-10 centimeter. Stammarna är enkelt pargreniga och har en rödaktig färg. Bladen är gulgrönaktiga, kupiga och äggrunda med en kort trubbig spets. I sällsynta fall är sporhus närvarande.

## Utbredning
Väggmossan är mycket vitt spridd på norra halvklotet. Den är en vanlig art i skogsmarker, men är ganska variabel med avseende på växtplats. Hedar, ängar och våtare marker som myrar är miljöer där den kan hittas. Den föredrar något surare marker.

## Kulturhistoria
Väggmossan har liksom husmossan förr använts för att täta väggarna på hus.